# Mád
Mád ist eine ungarische Gemeinde im Kreis Szerencs im Komitat Borsod-Abaúj-Zemplén.

## Geografische Lage
Mád liegt in Nordungarn, 37 Kilometer nordöstlich des Komitatssitzes Miskolc und 6,5 Kilometer nordöstlich der Kreisstadt Szerencs. Nachbargemeinden sind Rátka und Tállya in jeweils neun Kilometer Entfernung. Die Gemeinde liegt im Tokajer Weingebiet.

## Geschichte
Im Jahr 1913 gab es in der damaligen Großgemeinde 647 Häuser und 3750 Einwohner auf einer Fläche von 5525 Katastraljochen. Sie gehörte zu dieser Zeit zum Bezirk Szerencs im Komitat Zemplén.

## Gemeindepartnerschaften
- Heidenrod, Deutschland
- Vranov nad Topľou, Slowakei

## Sehenswürdigkeiten
- Barocke Wohnhäuser
- Hugh-Johnson-Büste
- Reformierte Kirche, erbaut 1800–1825
- Römisch-katholische Kirche Szentháromság
  - In der Kirche befinden sich Glasfenster von József Palka
- Schloss Rákóczi-Aspremont (Rákóczi-Aspremont kastély), erbaut im 18. Jahrhundert
- Standbild Magyarok Nagyasszonya, erschaffen von Mária V. Majzik
- Synagoge, erbaut 1795
- Weltkriegsdenkmal

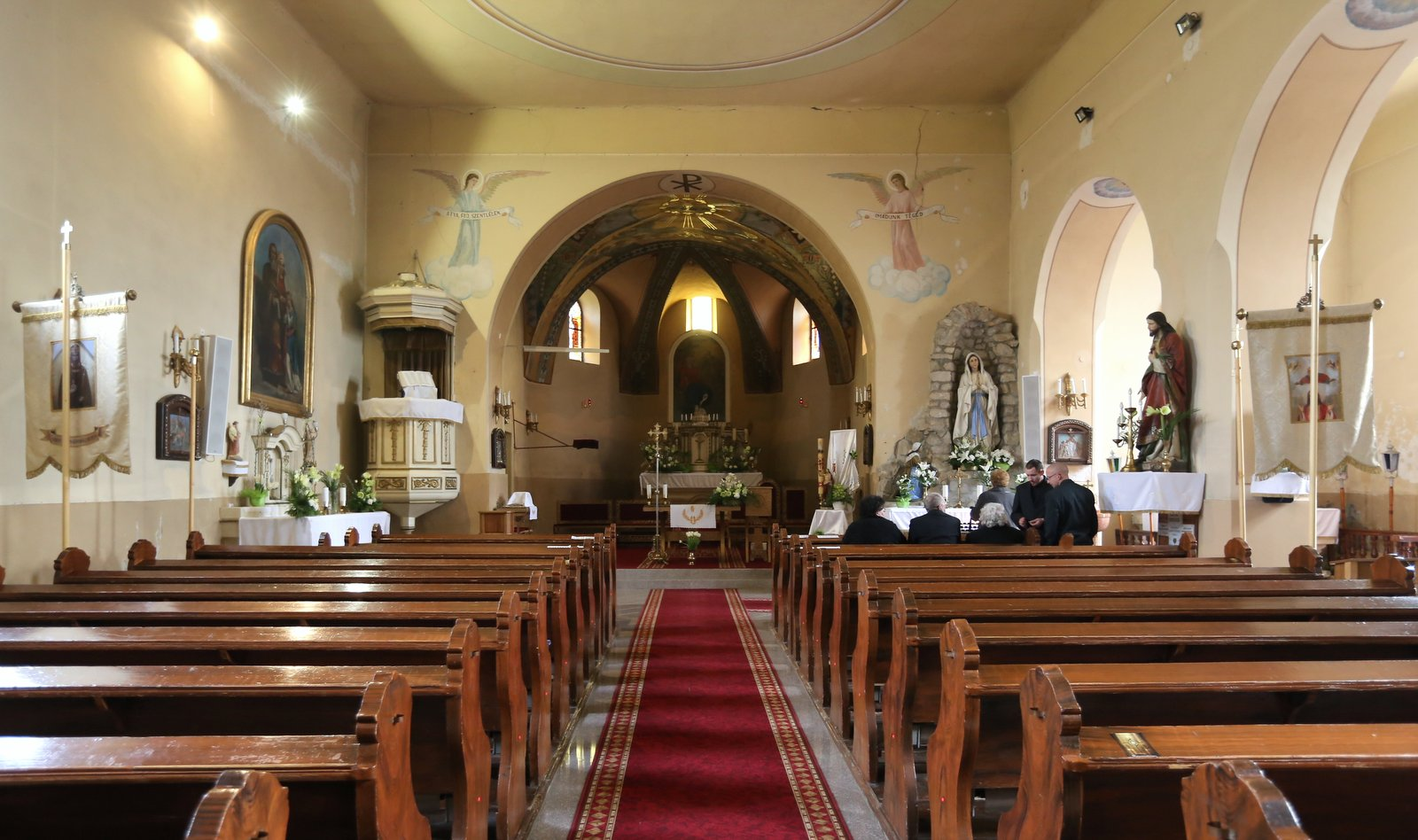
Innenraum der römisch-katholischen Kirche Szentháromság
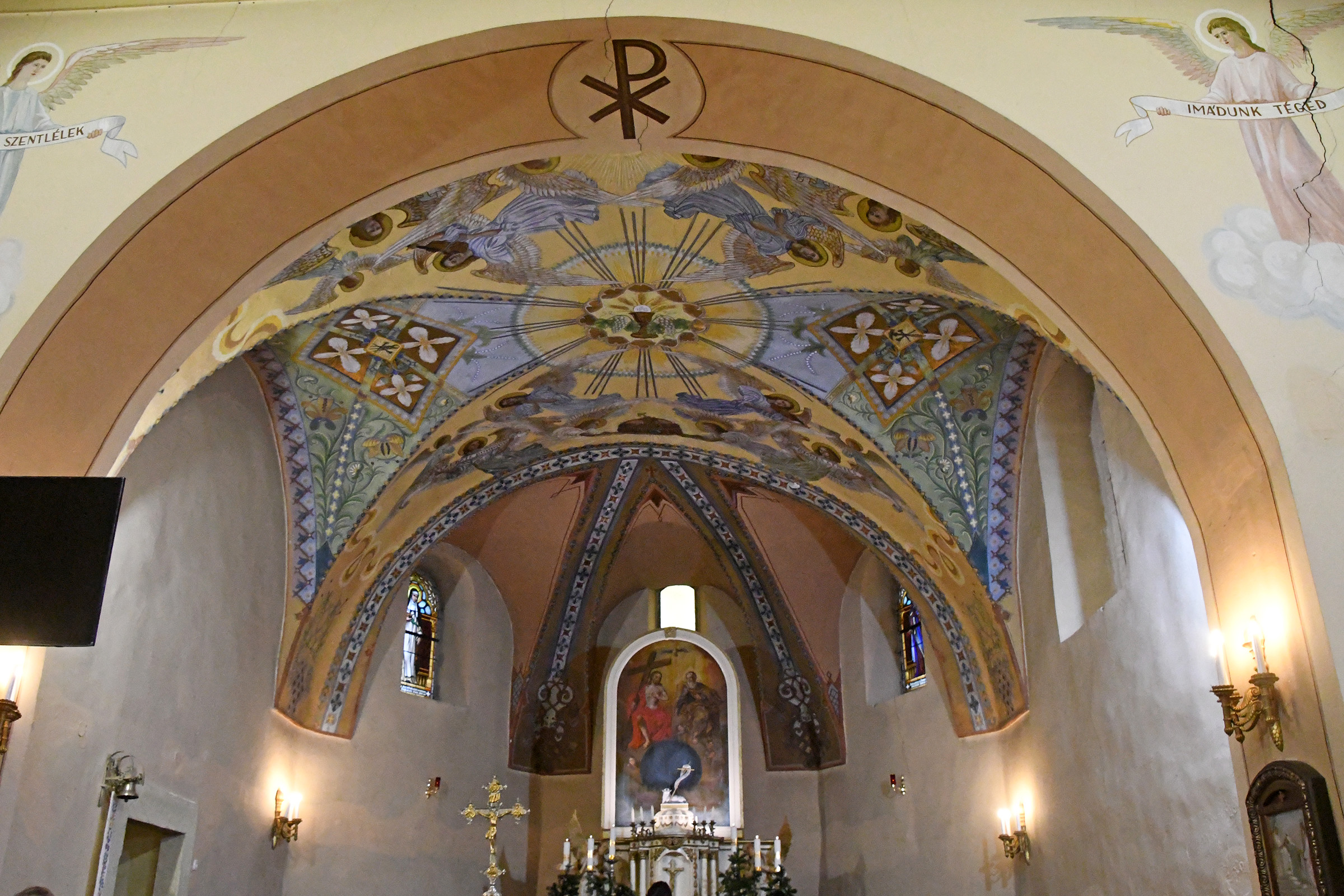
Deckenbemalung der Kirche Szentháromság
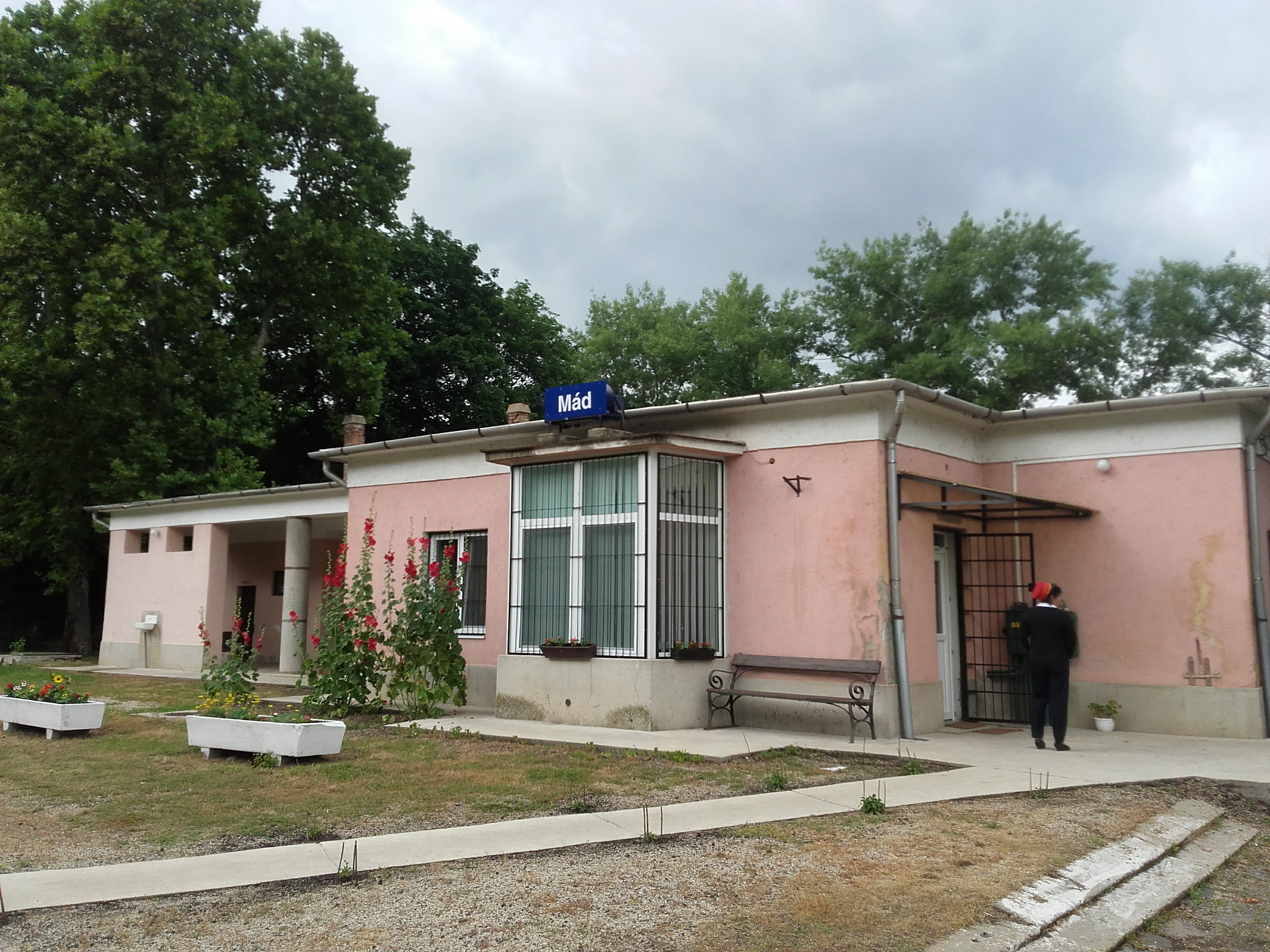
Bahnhofsgebäude

## Verkehr
Durch Mád verläuft die Hauptstraße Nr. 39. Die Gemeinde ist angebunden an die Eisenbahnstrecke von Serencs nach Abaújszántó.